# Surpaja Groń
Surpaja Groń – wierzchołek na południowym grzbiecie Suchej Góry w Beskidzie Żywiecko-Orawskim (w Grupie Lipowskiego Wierchu i Romanki). W dolnej części tego grzbietu są dwa wierzchołki położone w odległości około 430 m od siebie; Hutowy Groń i niżej położony Surpaja Groń. Mapa Compassu podaje dla szczytu Surpaja Groń wysokość 663 m.
Surpaja Groń jest w większości bezleśny, zajęty przez pola i zabudowania miejscowości Rajcza w województwie śląskim, w powiecie żywieckim, w gminie Rajcza. Jego zachodnie stoki opadają do doliny Soły i Białego Potoku (jej dopływu), południowe do doliny Nickuliny, wschodnie, najbardziej strome i porośnięte lasem do doliny potoku uchodzącego do Nickuliny.